# Escut de Xeresa
L'escut de Xeresa és un símbol representatiu oficial del municipi valencià de Xeresa (la Safor). Té el següent blasonament:
| « | Escut quadrilong de punta redona, partit i mig truncat. Al primer quarter, en camp d'or, quatre pals de gules, abraçat d'atzur, sembrat de flors de lis d'or, brisat amb lambel de gules. Al segon quarter, en camp de sinople, una branca de flor d'assutzena d'argent. Al segon quarter, en camp d'atzur, dues cornucòpies d'or. Per timbre, una corona reial oberta. | » |

## Història
L'escut actual de Xeresa fou aprovat per resolució de 7 de març de 2001 del conseller de Justícia i Administracions Públiques, publicada en el DOGV núm. 3.977, de 10 d'abril de 2001.
S'hi representen les armories dels ducs reials de Gandia, antics senyors de Xeresa. L'assutzena o lliri de Sant Antoni és el senyal de Sant Antoni de Pàdua, patró del poble. La cornucòpia o corn de l'abundància fa referència a la fertilitat del terme, on es conreen taronges, hortalisses i arròs.

Escut de Xeresa, oficial entre 1987 i 2001.

Anteriorment, entre 1987 i 2001, Xeresa va tindre un altre escut, amb el següent blasonament:
| « | Escut mig partit i truncat; primer d'atzur, una alqueria àrab d'argent; segon, d'or, la imatge de Sant Antoni d'atzur; tercer, d'or, els quatre pals de gules. La susdita armeria es timbra amb corona reial tancada i amb dos corns de l'abundància, de les puntes dels quals broten rames d'olivera, i de les seues boques naixen i s'ajunten abundància de flors de taronger. | » |